# Eugen Kramár
Eugen Kramár (5. května 1914, Devičie – 30. prosince 1996, Bratislava) byl architekt a vysokoškolský pedagog.

## Život
Eugen Kramár působil jako architekt, autor návrhů mnoha veřejných budov. Autor administrativní budovy Středoslovenských elektráren v Banské Bystrici. Vysokoškolský pedagog STU v Bratislavě. Politicky pronásledován a vězněn. Nositel ceny Emila Belluše. Narodil v obci Devičie (Okres Krupina) v rodině evangelického kněze (otec Cyril, matka Valéria) jako druhý ze čtyř sourozenců (bratr a dvě sestry). V roce 1920 se s rodiči přestěhoval do Vrútek. V letech 1933–1938 absolvoval studium architektury na Vysoké škole architektury a pozemního stavitelství ČVUT v Praze. Roku 1941 se oženil. S manželkou Ruženou měl dceru Zinu a syny Ivana a Cyrila. 1941–1942 pracoval ve stavební společnosti Tatra. V letech 1942–1947 založil se Štefanem Lukačovičem vlastní architektonický ateliér. Roku 1947 ho Emil Belluš přizval k účasti na zakládání fakulty architektury Slovenské technické univerzity v Bratislavě. V letech 1947–1950 působil na této fakultě jako profesor.
Jako profesor působil pouze do roku 1950, když ho v rámci stalinské perzekuce v skupinovém procesu nespravedlivě obvinili a odsoudili na 14 let vězení včetně konfiskace majetku. Vězněn byl v letech 1950–1960, nadále ve vězení projektuje, např. klášter Barnabitek na Hradčanech v Praze nebo devět bytových domů na Žižkově). Větší část výkonu trestu strávil ve věznici na Pankráci. V roce 1960 ho po deseti letech v rámci amnestie prezidenta z vězení propustili. V roce 1964 dostal vyznamenání Za zásluhy o výstavbu. V letech 1960–1967 pracoval jako vedoucí projektant Stavoprojektu v Košicích. Právě zde projektoval mnoho významných staveb realizovaných ve Vysokých Tatrách. Rehabilitován byl 1967. Byl spoluzakladatelem Sdružení projektových ateliérů při Zväze slovenských architektov v Bratislave.
Roku 1971 v době normalizace ho vyloučili ze Svazu slovenských architektů a znovu zbavili občanských a lidských práv. V letech 1971–1984 pracoval jako projektant v Štátnom projektovom a typizačnom ústave v Bratislavě. V letech 1984–1990 byl hlavním architektem Slovenského zväzu výrobných družstiev. Roku 1990 se stal laureátem ceny Emila Belluše Spolku architektů Slovenska. Roku 1993 napsal a vydal knihu Umenie života. V roce 1995 mu byl udělen titul Dr.h.c. (čestný doktorát Slovenské technické univerzity). V letech 1990–1996 byl autorizovaným architektem. Roku 1996 získal státní vyznamenání Za rozvoj slovenskej architektúry.
Zastupitelstvo Vrútek mu na svém zasedání 26. února 1992 schválilo udělení titulu Čestný občan města Vrútky. Zemřel 30. prosince 1996 na Bratislavském hradě při přebírání vysokého vyznamenání Pocta ministra kultúry. Pohřben je na hřbitově ve Vrútkách.

## Spolupráce se sochařem Rudolfem Pribišem
K významným etapám tvorby Evžena Kramára patří i období výjimečné spolupráce se sochařem Rudolfem Pribišem v letech 1975–1982, se kterým výtvarně dotvořil náměstí v Rajci, Rajeckých Teplicích, Staré Turé a Prievidzi. Jejich vztah měl i hluboce lidský rozměr, přičemž Rudolf Pribiš na rozdíl od Kramára neměl zdaleka takový těžký život a ideově představoval opačný názorový pól.

## Tvorba
Projektoval domy, kreslil a maloval zejména akvarely a psal i básně. Byl typickým představitelem funkcionalismu, přičemž mu byla blízká finská architektura pro vztah k přírodě, jednoduchost a používané materiály.

### Významná díla

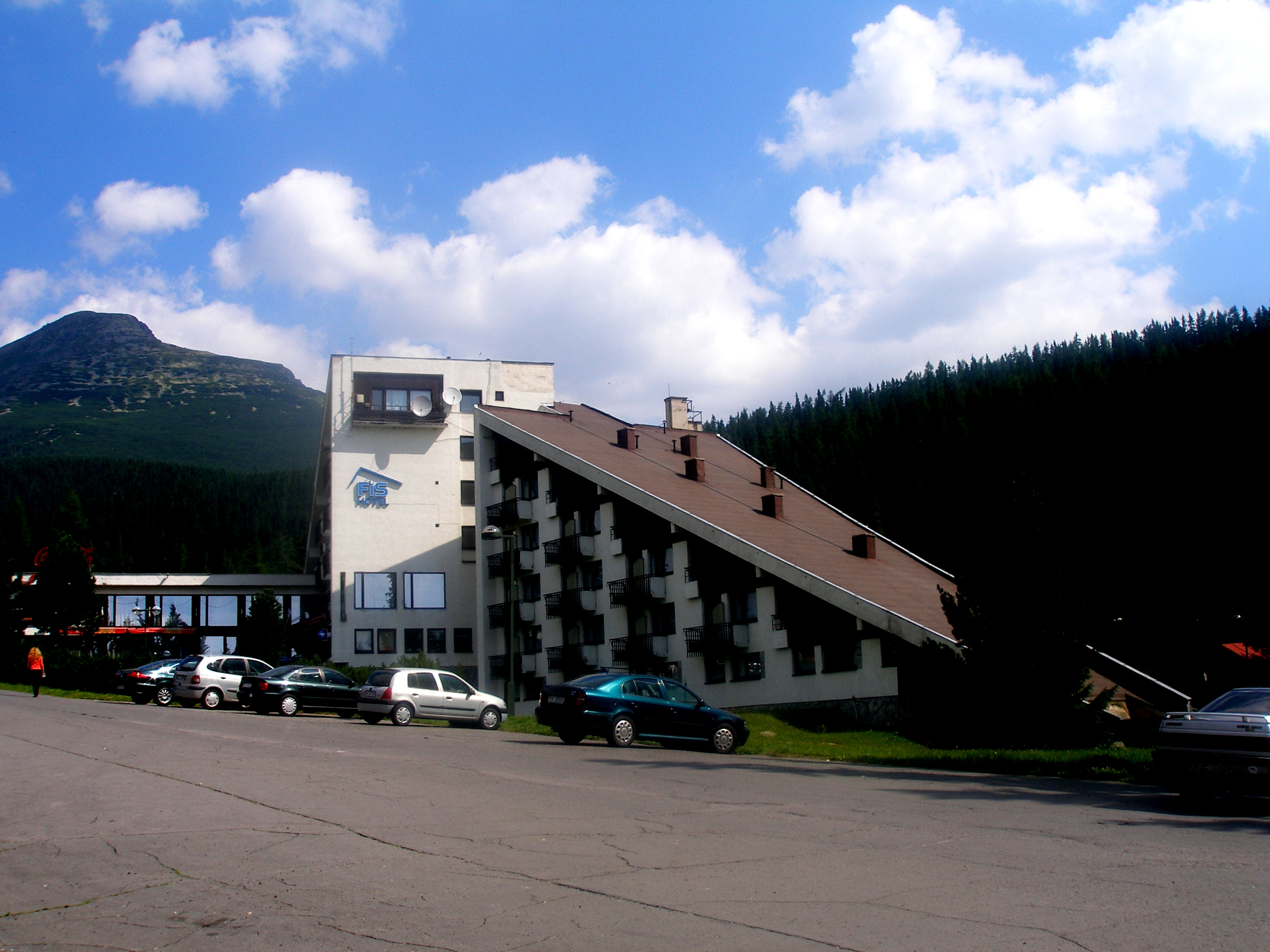
Hotel FIS

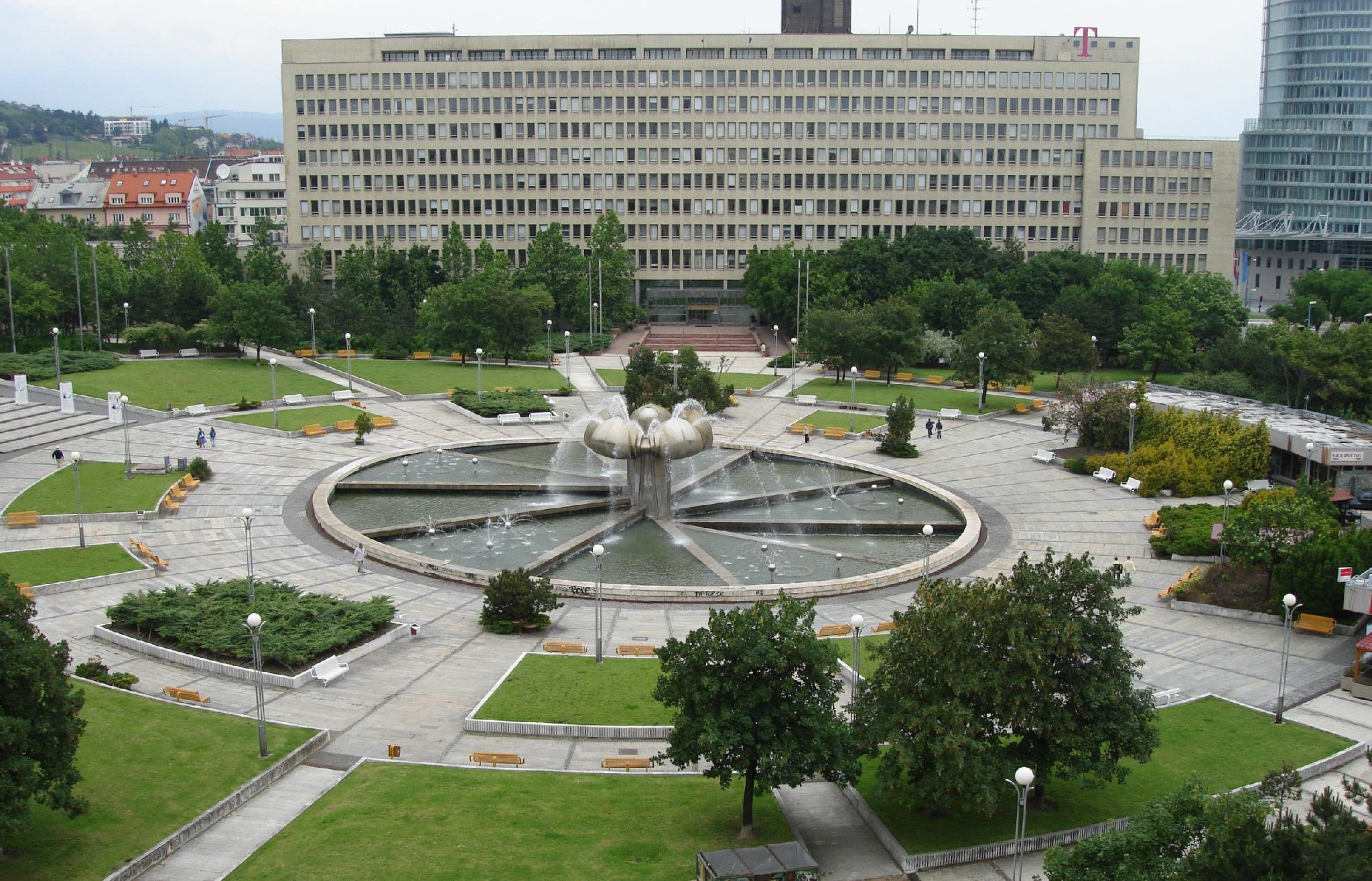
Administrativní budova spojů Námestí Slobody

- Slovenská národná banka v Bratislavě a Divadlo Pavla Országha Hviezdoslava, projekt 1943, realizace 1943 – 1955, (se Štefanem Lukačovičem)
- Administrativní budova spojů Ústrednej poštovej správy Bratislava, 1. cena v soutěži 1946, realizace 1951, (s Lukačovičem)
- Administrativní budova Fondu národnej obnovy, Dobrovičova ul., Bratislava, projekt 1947, realizace 1952, (s Lukačovičem)
- Administrativní budova Ústredného riaditeľstva štátnych lesov, Staromestská ul., Bratislava, projekt 1947, realizace 1950, (s Lukačovičem)
- Budova Zboru národnej bezpečnosti, Račianska ul. Bratislava, projekt 1948, realizace 1951, (s Lukačovičem)
- Štátna banka v Trenčíne, projekt 1943, realizace 1949, (s Lukačovičem)
- Pošta s bytovými domy v Trnavě, projekt 1949, realizace 1953, (s Lukačovičem)
- Rekonstrukce divadla v Trnavě, realizace 1947, část 5, 1952, (s Lukačovičem)
- Nemocnica na Myjave, projekt 1944, realizace 1950, (s Lukačovičem)
- Lyžiarsky areál Štrbské Pleso (Areál snov), sportovní areál se skokanskými můstky, lanovkami, běžeckými tratěmi, dvěma lyžařskými sedačkovými lanovkami na Solisku, realizace 1970, (s Ján Šprlák-Uličným
- Hotel FIS, Štrbské Pleso, realizace 1970
- Horská služba ve Starém Smokovci, realizace 1966; ČEDOK ve Starém Smokovci, realizace 1967
- Hotel URÁN v Tatranské Lomnici, realizace 1973
- Barnabitky na Hradčanském náměstí v Praze a rehabilitace kláštera, realizace 1958
- 9 bytových domů v Praze na Žižkově
- Železniční stanice Štrbské Pleso, realizace 1970, (s T. Kleinem)
- Eurocamp FICC v Tatranské Lomnici, realizace 1974, (s A. Valentovičem a E. Csellághem);
- Bytové domy Pod Lesom ve Smokovci, realizace 1969, (s T. Kleinom)
- Školy ve Zlatých Moravcích, Popradu, Košicích, Rudníku (okres Košice-okolí), Hrnčiarských Zalužanech
- kniha Umenie života.
- SAS, Bratislava 1994